# Leszczyny (powiat lipski)
Leszczyny – wieś sołecka w Polsce położona w województwie mazowieckim, w powiecie lipskim, w gminie Lipsko.
Wierni Kościoła rzymskokatolickiego należą do parafii Świętych Apostołów Piotra i Pawła w Krępie Kościelnej.

## Historia
Pierwsze wpisy dotyczące Leszczyn pojawiają się w księgach metrykalnych parafii Krępa Kościelna w 1851 r. (w dokumentach wieś figuruje pod nazwą Leszczyny-Kolonia). W końcu XIX w. Leszczyny przynależały administracyjnie do guberni radomskiej, powiatu iłżeckiego, gminy Wierzchowiska. Wieś liczyła 26 gospodarstw i 153 mieszkańców. W drugiej połowie XIX w. we wsi osiedlali się koloniści niemieccy. W latach 20. XX w. w Leszczynach funkcjonowała jednoklasowa państwowa szkoła powszechna pod kierownictwem dyrektora Feliksa Kolbicza.
28 października 1942 r. żandarmeria niemiecka z Lipska zatrzymała we wsi sołtysa Stanisława Łaszczaka i Jana Zugaja. Łaszczak został przetransportowany do obozu Auschwitz, gdzie zmarł w kwietniu 1943 roku. Jan Zugaj został wywieziony do obozu na Majdanku w Lublinie. Tego samego dnia o północy w związku z podejrzeniami o działalność partyzancką Niemcy rozstrzelali we wsi jeszcze 6 osób. Ofiarami byli: Jan Zawadzki, Marian Trzanek, Stanisław Wójcicki, Tadeusz Pawelczyk, Stefan Chamerski i Teofil Maj.
Egzekucja mieszkańców Leszczyn zbiegła się w czasie z wydarzeniami w Krępie Kościelnej, gdzie 28 października 1942 r. żandarmeria niemiecka rozstrzelała rodzinę Jana Tuźnika w odwecie za udzielenie schronienia partyzantowi Leopoldowi Dudkowi, ukrywającemu się wcześniej u rodziny Józefa Hołuja z Leszczyn. Niemcy rozstrzelali Jana i Józefę Tuźników oraz Anielę Dudek, których zwłoki zostały spalone razem z zabudowaniami należącymi do Tuźników. Zastrzelona została również Józefa Kawałek, a Leopold Dudek został wywieziony przez Niemców w nieznanym kierunku. 
Przed II wojną światową wieś należała administracyjnie do województwa kieleckiego, powiatu starachowickiego, gminy Lipsko. W latach 1944–1975 znajdowała się w granicach województwa kieleckiego. W latach 1975–1998 należała do województwa radomskiego.
W Leszczynach znajduje się pomnik przyrody - sosna pospolita datowana na ok. 1800 r. (11 metrów wysokości, 300 cm obwodu).

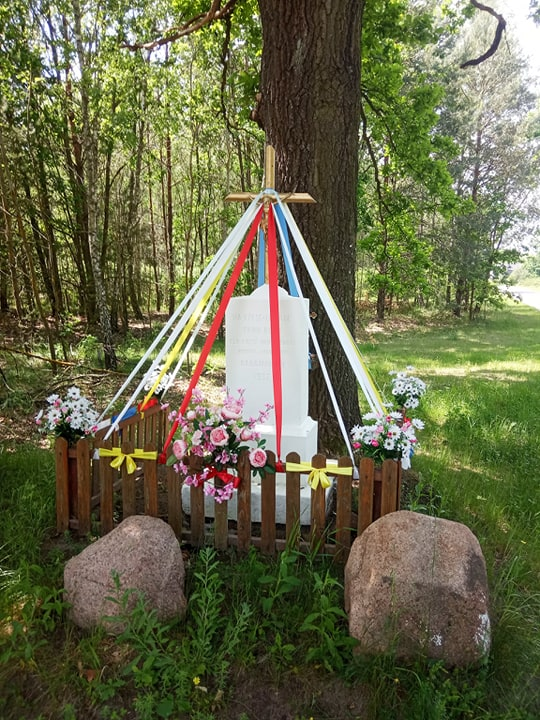
Figura z krzyżem z 1932 r.
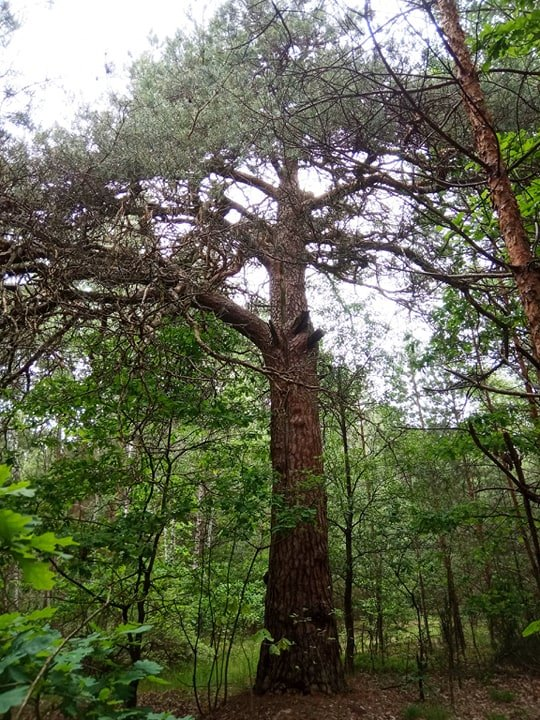
Pomnik przyrody z ok. 1800 r.
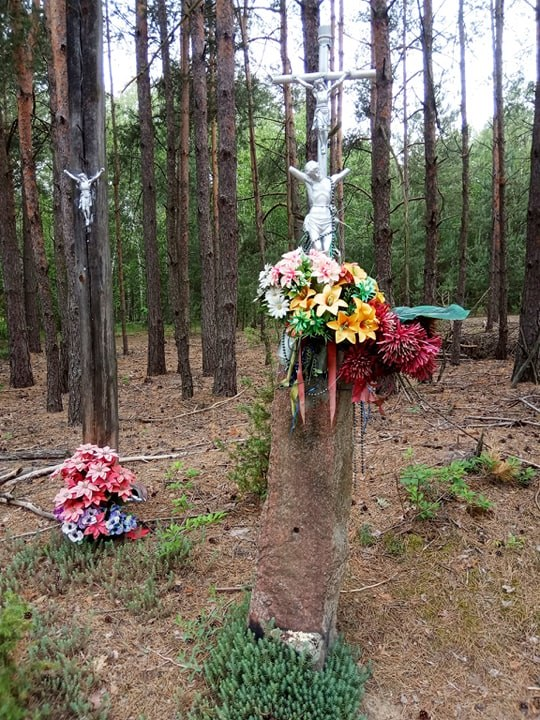
Krzyż z początku XX w.